# 沃格市镇
沃格市镇是法罗群岛沃格岛东部的市镇。市镇面积为102.8平方公里，2021年1月时市镇人口数量为2,141人。
沃格市镇是在2009年1月1日由两个市镇合并而成的。

## 图集

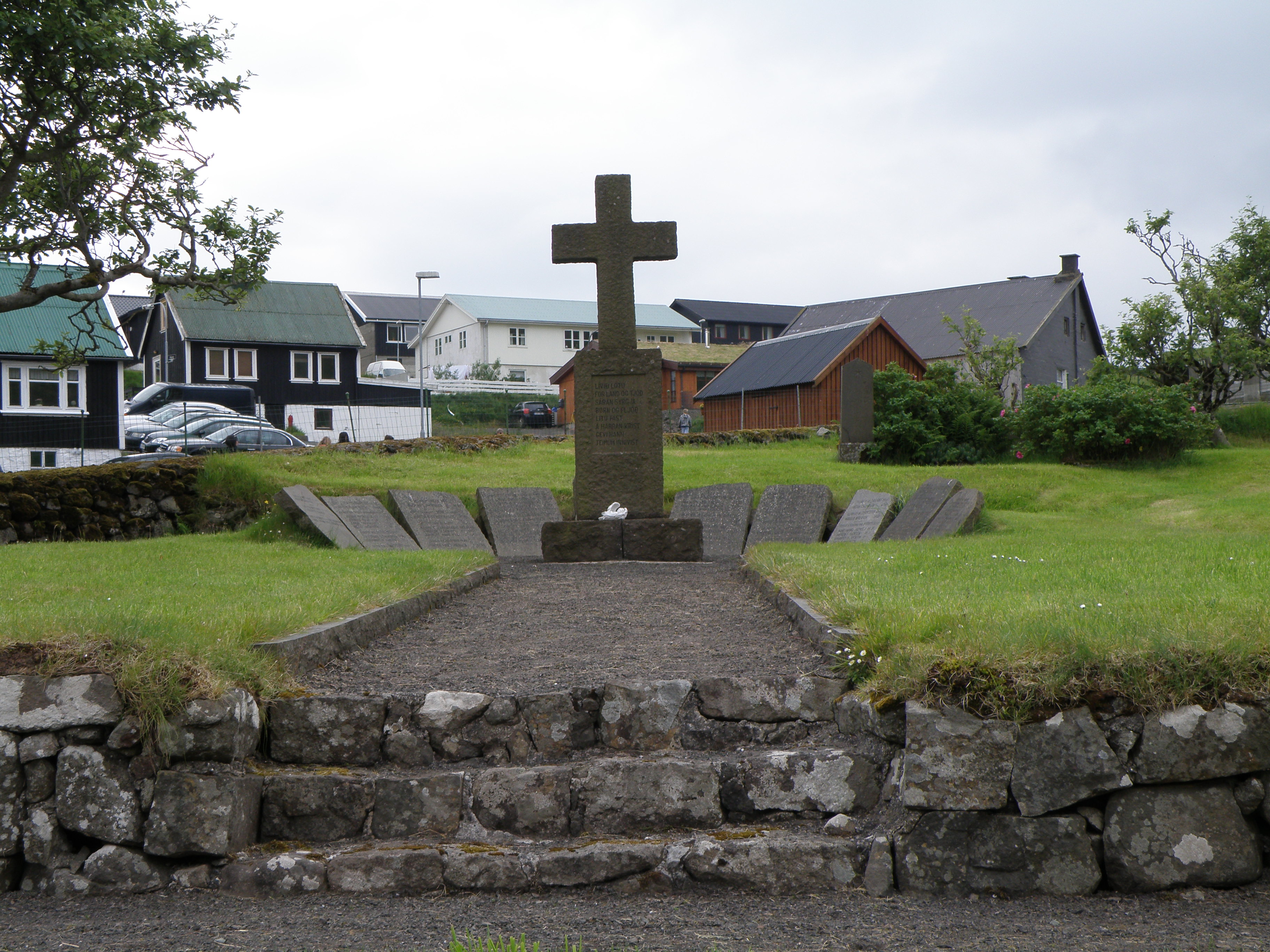
海上遇难人员纪念碑
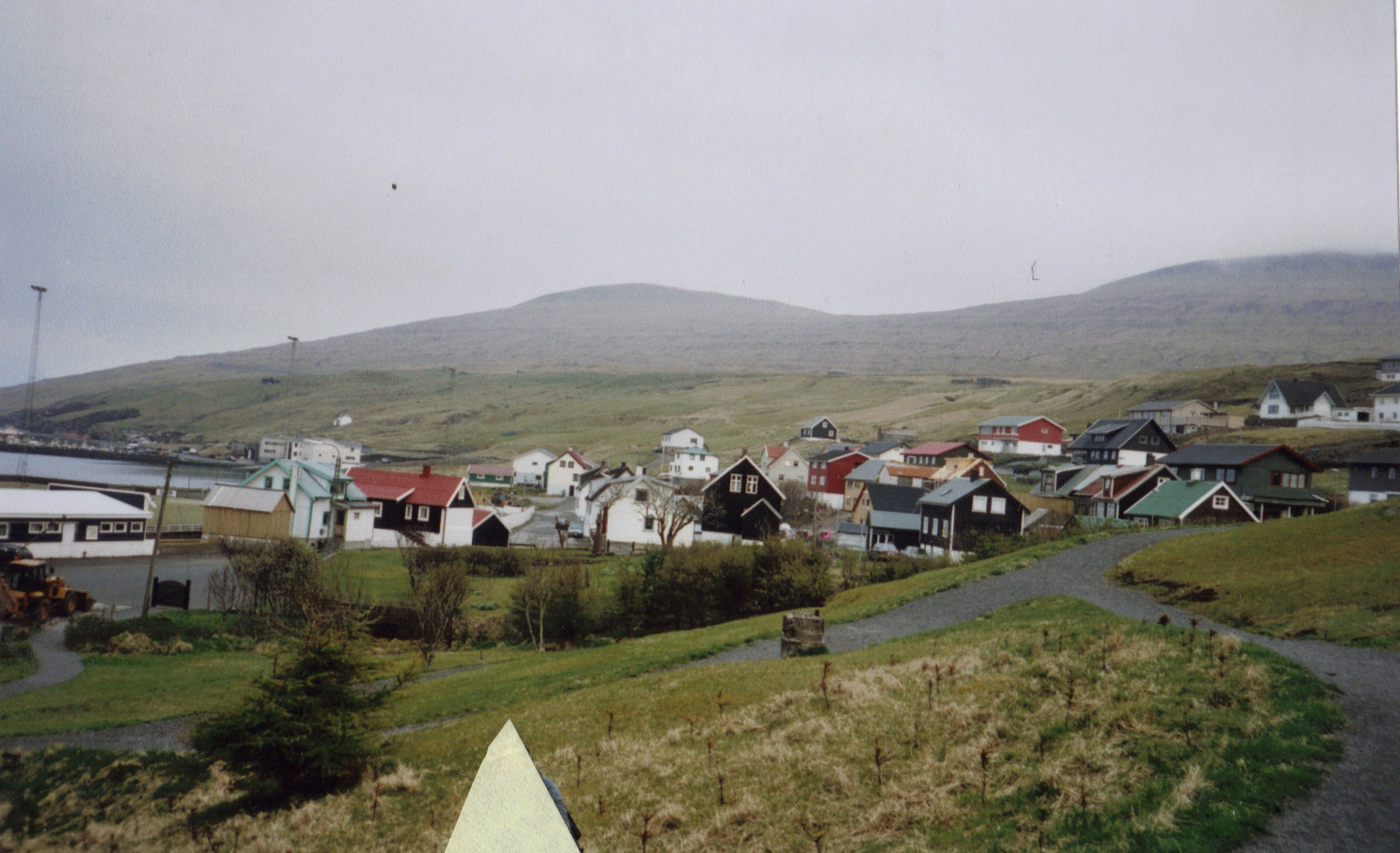
市镇内的风光
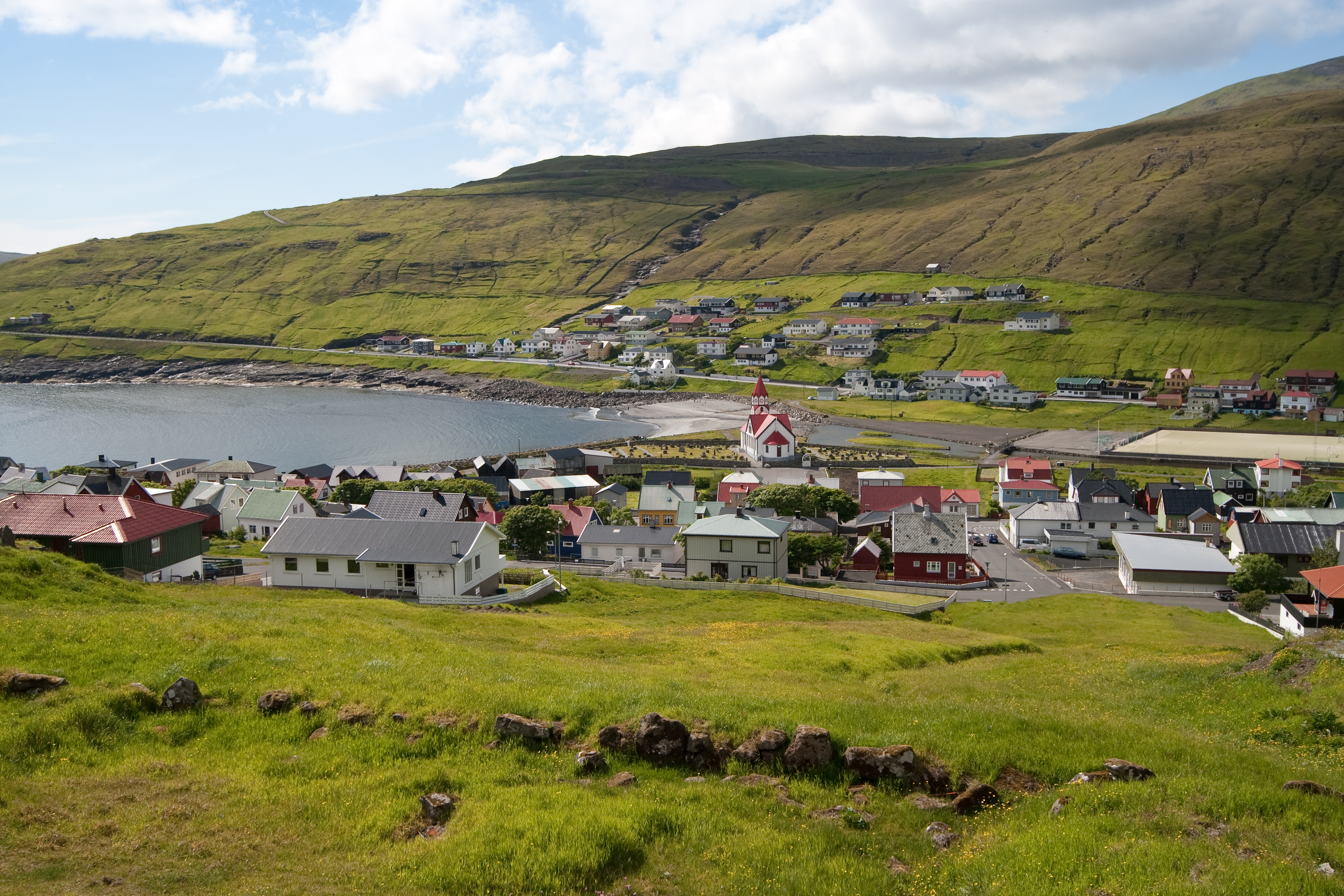
Sandavágur村
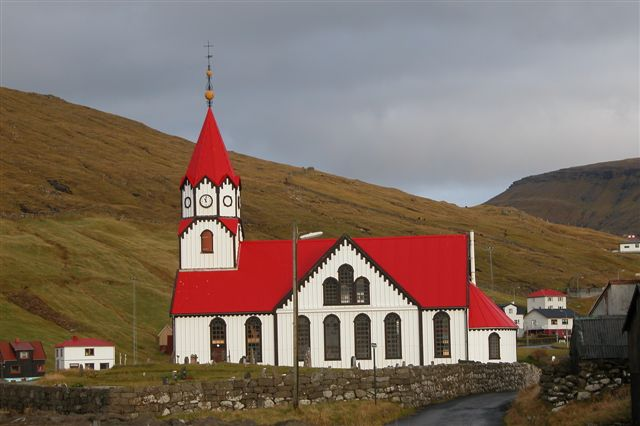
Sandavágur教堂